# Грінштейн Ісаак Хаскелевич
Ісаак Хаскелевич Грінштейн (нар. 16 травня 1909, Бобринець — пом. 1966, Москва) — радянський графік, плакатист, ілюстратор і оформлювач книг; член Спілки художників СРСР.

## Біографія
Народився 3 [16] травня 1909 року в місті Бобринці (тепер Кіровоградська область, Україна). 1930 року закінчив Одеське художнє училище. Викладав в ньому. З 1934 року жив у Москві. Роботу почав в журналі «Огонёк», з 1935 року співпрацював з журналами «Зміна», «Робітниця», «Селянка», «Молодий колгоспник», «Знання — сила». Пізніше з видавництвами «Детгиз», «Дитячий світ» і «Молода гвардія». З 1933 по 1945 рік служив у військах НКВС. Нагороджений медалями «За оборону Москви», «За перемогу над Німеччиною».
Помер у 1966 році в Москві.

## Творчість
Автор багатьох політичних плакатів:

Плакат «Партія — розум, честь і совість нашої епохи»

- «Першотравневе свято в колгоспі» (1946);
- «Кожному колгоспу — птахівничу ферму!» (1947);
- «Слава радянським залізничникам!» (1952);
- «Повністю використовуємо всі резерви соціалістичного тваринництва!» (1952);
- «Слався, Вітчизна наша вільна, Дружби народів надійний оплот!» (1953);
- «Хай живе 1 травня!» (1953);
- «Кожна деталь відмінної якості!» (1953);
- «Моцарт є вища, кульмінаційна точка, до якої краса досягала в сфері музики» (1955),
- «Москва з Пекіном в дружбі непорушною. І дружба двох народів — на століття» (1956);
- «За ерою аеропланів гвинтових повинна слідувати ера аеропланів реактивних, або аеропланів стратосфери. К. Е. Ціолковський» (1957).
- «Ми переможемо!» (1957);
- «Партія — розум, честь і совість нашої епохи» (1958);
- «Ленін з нами!» (1959);
- «8 Березня Міжнародний жіночий день, слава радянським трудівницям!» (1959);
- «Передовий технікою володій відмінно!» (1960);
- «Ідеї ленінізму перемагають!» (1961);
- «Ленінської Правді 50 років» (1962).

Як книжковий графік, проілюстрував багато дитячих книг, закрема:
- «Павлик Морозов» Віталія Губарєва;
- «Чарівна скринька» Івана Василенка;
- «Пригоди Травки» Сергія Розанова;
- «Дочка» Марії Белаховой;
- «Зелений промінь» Леоніда Соболєва;
- «Син полку» Валентина Катаєва.

Також ілюстрував книги Максима Горького, Юрія Лебединського, Миколи Чуковського.
Тиражні плакати художника зберігаються в фондах Російської державної бібліотеки, Рибінського державного історико-архітектурного художнього музею заповідника, в приватних колекціях Росії, Великої Британії.